# Polje Čepić
Polje Čepić is een plaats in de gemeente Kršan in de Kroatische provincie Istrië. De plaats telt 168 inwoners (2001).